# 彰化扇形庫
彰化扇形庫（しょうかせんけいこ）は台湾彰化県彰化市にある扇形庫。台湾鉄路管理局（台鉄）縦貫線彰化駅北側の彰化機務段（彰化機関区）の施設であり、転車台と共に蒸気機関車の運行終了後も車庫として現役で使用されている。

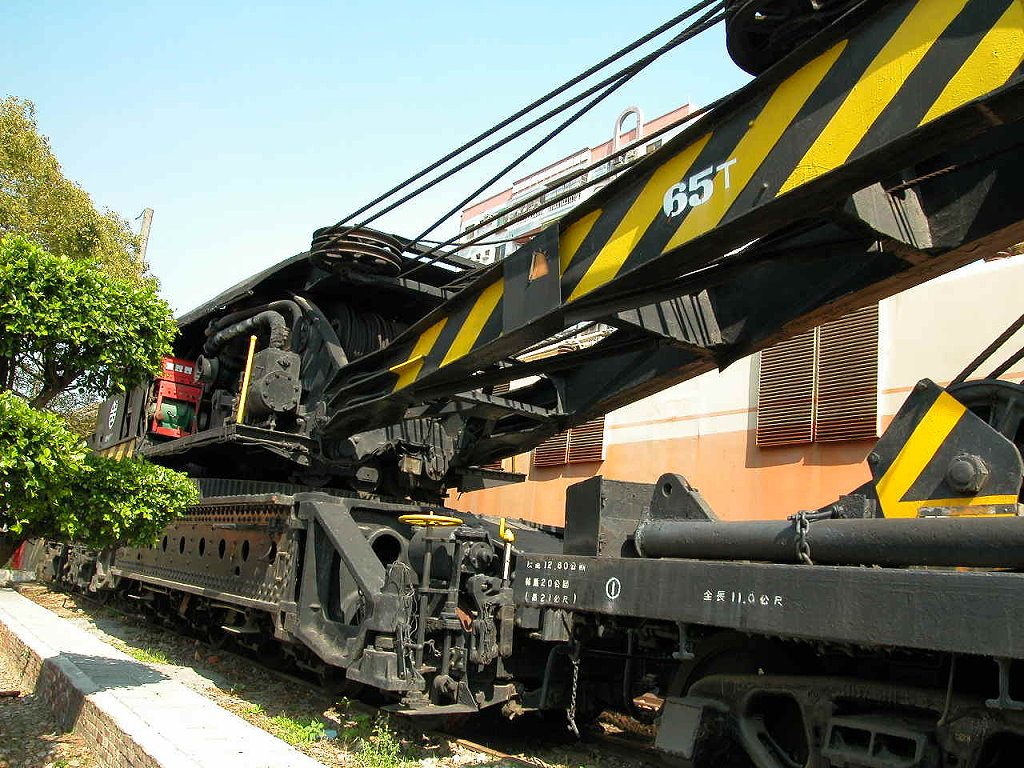
蒸気式操重車

## 概要
1922年（大正11年）に建てられ、転車台を中心に12本の車庫線が放射状に配置され、それに半円形弧状の車庫がある。台湾の日本統治時代の産業遺産の一つである。
元々台湾には彰化と台北・新竹・高雄港・嘉義の5箇所に扇形庫があったが、彰化を除く他の4箇所は1994年までに解体された。本施設も1995年に台鉄が中部電聯車維修基地（中部電車車両基地）を建設する為に撤去する方針を示したが、地元民や鉄道ファン達が保存運動を行った結果、本施設を残す事となり電聯車維修基地は彰化駅南側に移る事になった。
彰化扇形庫は台湾で唯一の保存された扇形庫であり、彰化県の県定古蹟である。また、2001年の台湾十大土木史蹟に選定。
2019年12月6日、日本の豊後森機関庫と姉妹提携を締結。
落成から100年目の2022年4月22日、中華民国文化部の審議で国定古蹟への昇格案が通過した。

## 現況
台湾鉄路管理局は毎年6月9日（鉄路節）の前後に施設内の一般公開を行う。現役で使用されており、車庫内で車両の保守作業が行われているので、一般公開日以外に見学する場合は入口の守衛室で氏名と電話番号を記入する必要がある。
2015年1月14日からの見学時間:
- 平日(火～金)：13:00-16:00
- 休日：10:00-16:00
- 定休日：月曜日

車庫にはCK101、CK124、およびDT668の3両の蒸気機関車と1両の蒸気式操重車が保存されている。

## ギャラリー

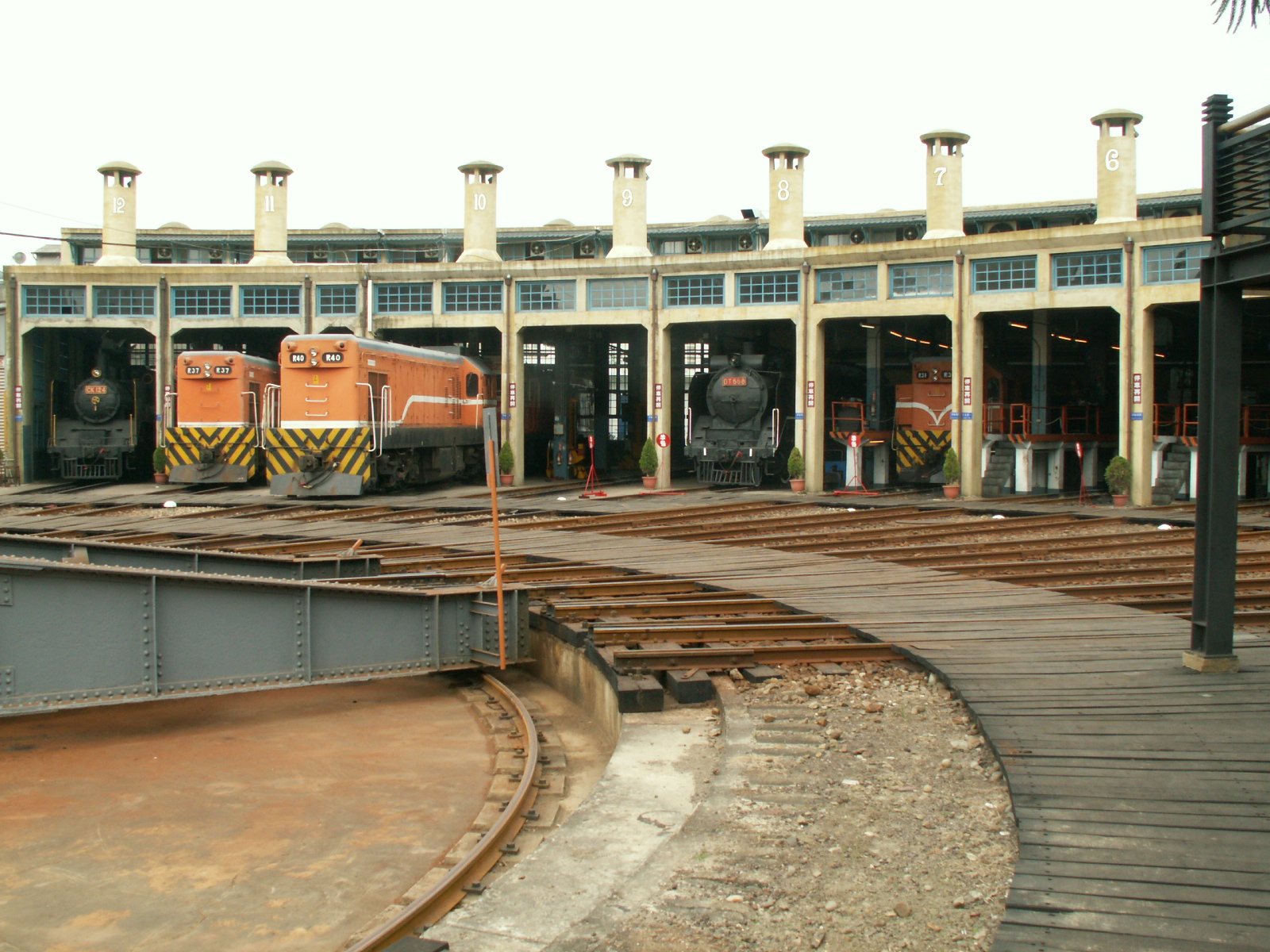
彰化扇形庫
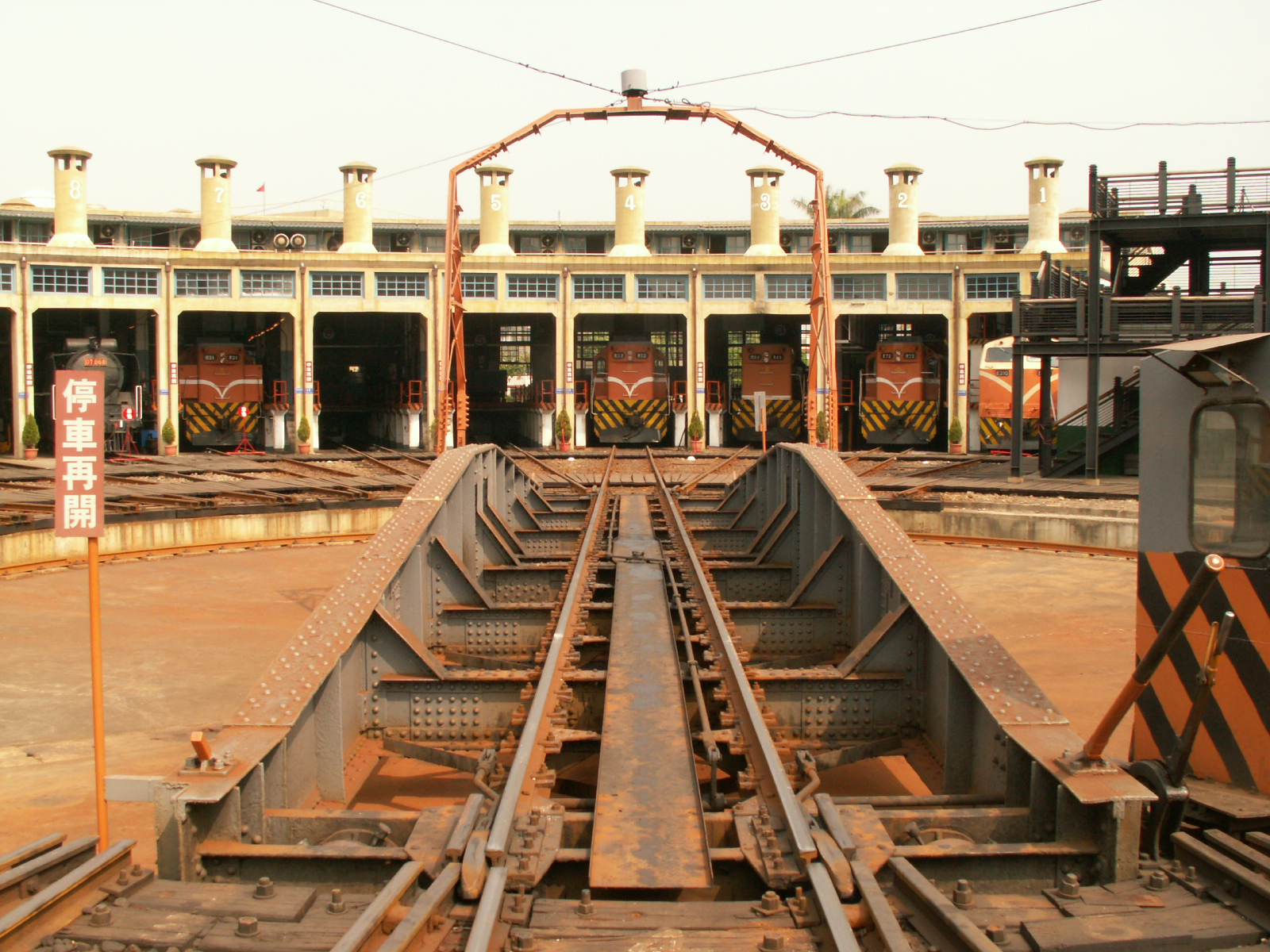
扇形庫前方の転車台
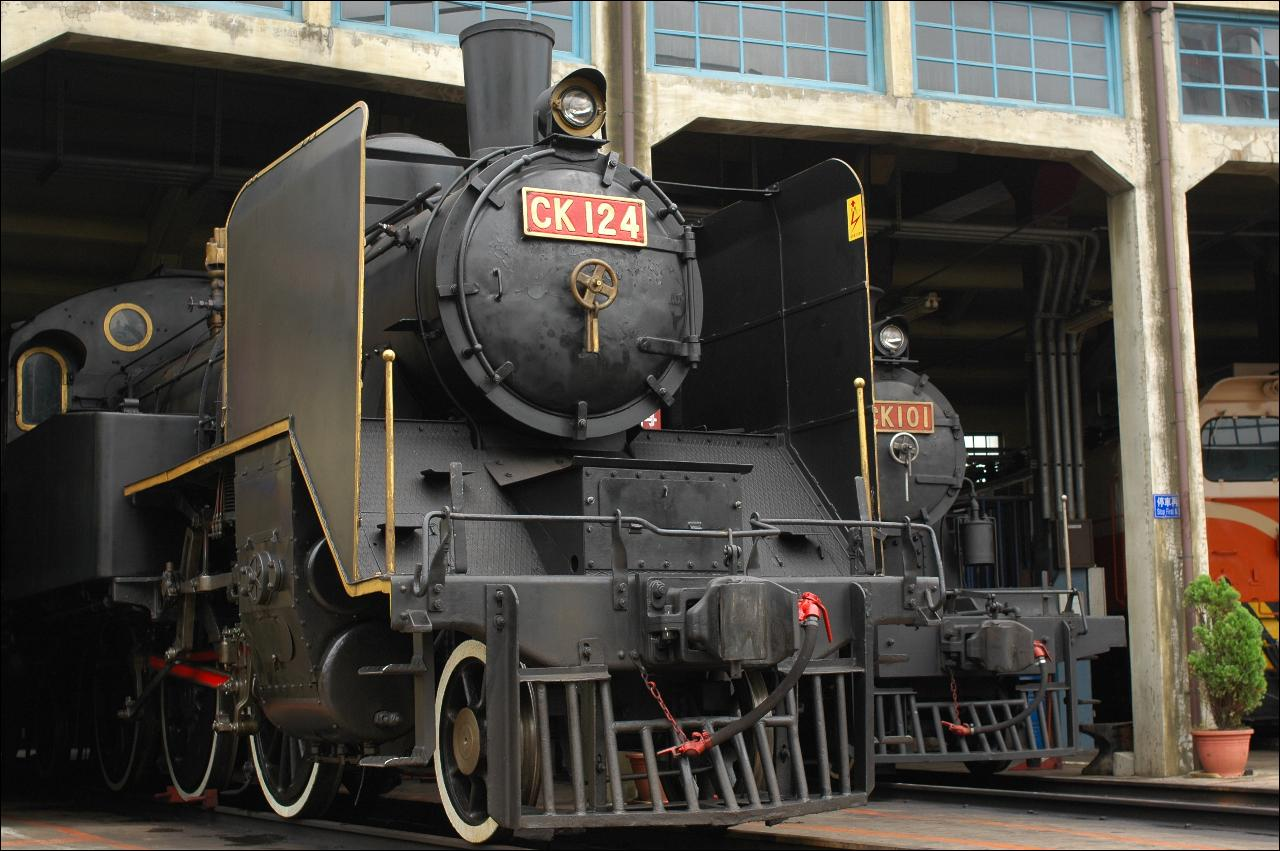
保存機のCK124、奥はCK101
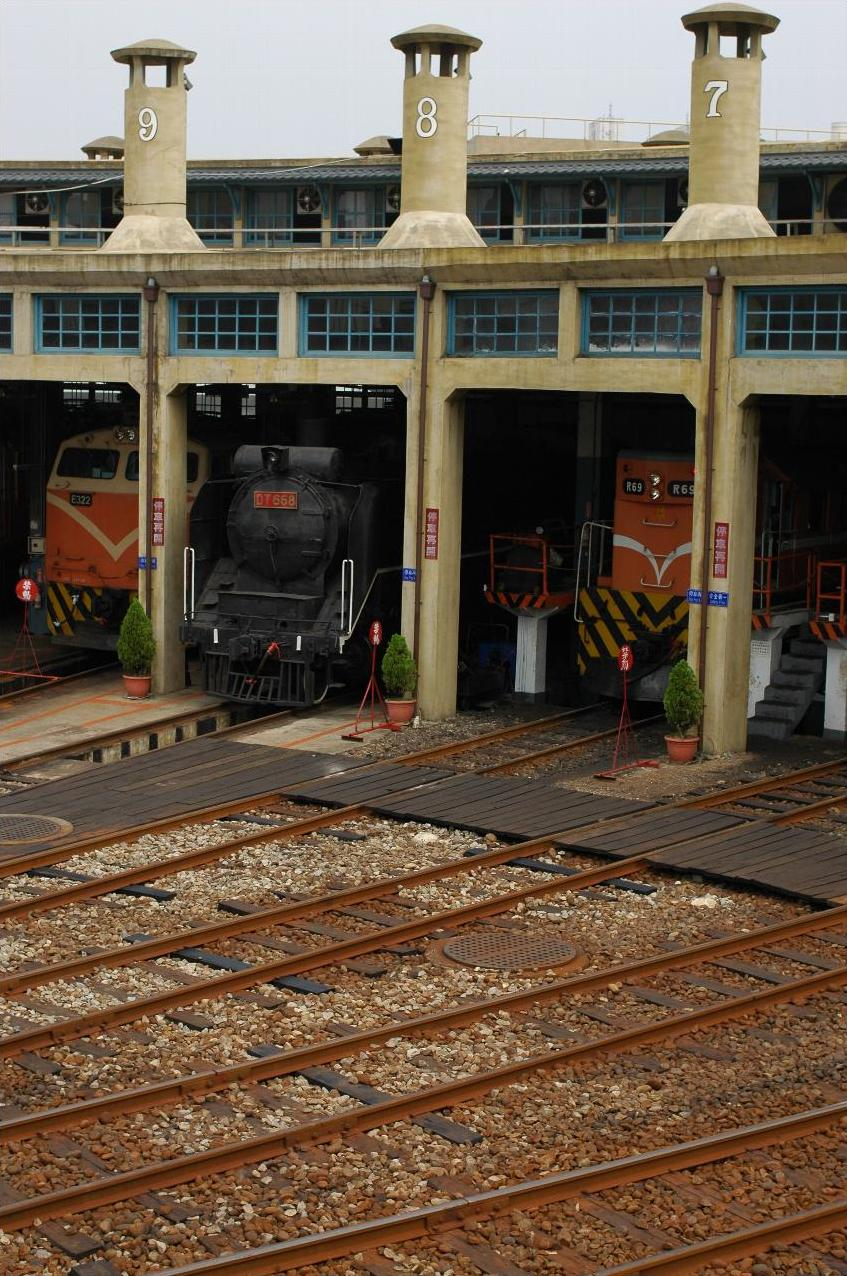
保存機のDT668と現役の機関車
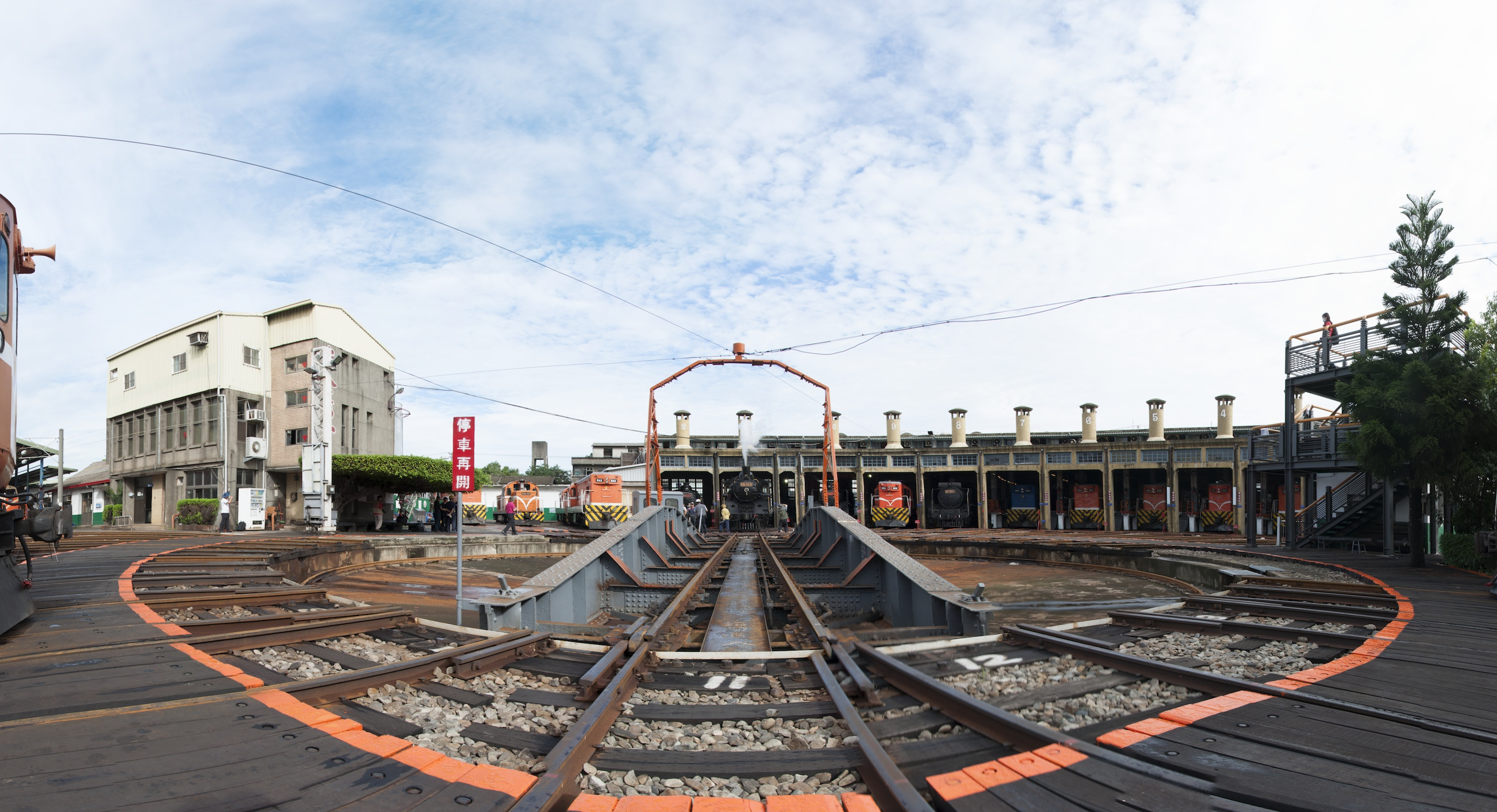
保存機のCK124は扇形庫前方の転車台に入る